# Konrad Küch
Konrad Küch (* 26. Januar 1881 in Hönebach (Landkreis Hersfeld-Rotenburg); † 23. Februar 1948 ebenda) war ein deutscher Kommunalpolitiker (SPD) und Abgeordneter des Provinziallandtages der Provinz Hessen-Nassau.

## Leben
Konrad Küch war der Sohn des Tagelöhners Andreas Küch und dessen Gemahlin Eva Christina Simon. Nach seiner Schulausbildung erlernte er den Beruf des Schreiners und war von 1906 an als selbstständiger Schreinermeister in seinem Heimatort tätig. Er musste am Ersten Weltkrieg teilnehmen, trat 1919 in die SPD ein und gründete den SPD-Ortsverein Hönebach. Küch war Abgeordneter des Kreistages Rotenburg und wurde 1919 zum Bürgermeister seines Heimatortes gewählt. In diesem Amt blieb er bis zum Jahre 1927. Als Mitglied des Kurhessischen Kommunallandtages des Regierungsbezirks Kassel war er von 1919 bis 1929 aktiv an der Politik beteiligt. Das Gremium bestimmte ihn aus seiner Mitte zum Abgeordneten des Provinziallandtages der Provinz Hessen-Nassau. Er blieb bis 1929 in den Parlamenten.